# Накол
Накол — деревня в Осьминском сельском поселении Лужского района Ленинградской области.

## История
Впервые упоминается в писцовых книгах Шелонской пятины 1498 года, как деревня Накло на реке Луге в Дремяцком погосте Новгородского уезда.
По переписи 1677—1678 годов, в деревне Накло помещикам Ивану и Ефиму Бибиковым принадлежало 8 крестьянских дворов.
Как деревня Наход она обозначена на карте Санкт-Петербургской губернии 1792 года А. М. Вильбрехта.
Деревня Накол упоминается на карте Санкт-Петербургской губернии Ф. Ф. Шуберта 1834 года.

НАКЛА — деревня принадлежит титулярной советнице Чернышёвой, число жителей по ревизии: 28 м. п., 30 ж. п. (1838 год)

Как деревня Накол она отмечена на карте профессора С. С. Куторги 1852 года.

НАКЕСА — деревня госпожи Чернышёвой, по просёлочной дороге, число дворов — 9, число душ — 23 м. п. (1856 год)

НАКОЛ (НАКЛО) — деревня, число жителей по X-ой ревизии 1857 года: 30 м. п., 23 ж. п.

НАКЛО (НАКОЛ) — деревня владельческая при реке Луге, число дворов — 10, число жителей: 32 м. п., 24 ж. п. (1862 год)

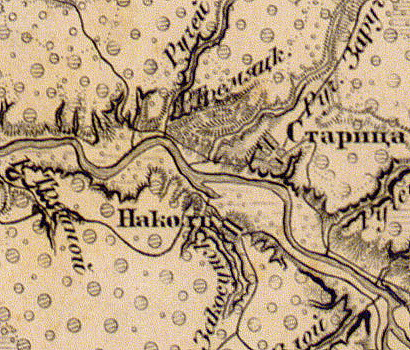
Деревня Накол на карте 1863 года

В 1867—1877 годах временнообязанные крестьяне деревни выкупили свои земельные наделы у З. Н. Мухортова и стали собственниками земли.
Согласно подворной описи 1882 года:

НАКОЛ (НАКЛО) — деревня Клескушского общества Красногорской волости
  
домов — 33, душевых наделов — 31, семей — 18, число жителей — 55 м. п., 50 ж. п.; разряд крестьян — собственники

В XIX — начале XX века деревня административно относилась к Красногорской волости 2-го земского участка 1-го стана Лужского уезда Санкт-Петербургской губернии.
По данным «Памятных книжек Санкт-Петербургской губернии» за 1900 и 1905 годы деревня Накол входила в Клескушское сельское общество, землями деревни владел потомственный почётный гражданин Павел Алексеевич Кочнев.
С 1917 по 1927 год деревня Накол входила в состав Клескушского сельсовета Красногорской волости Лужского уезда.
С 1927 года, в составе Толмачёвской волости, а затем Осьминского района.
В 1928 году население деревни Накол составляло 180 человек.
По данным 1933 года деревня Накол входила в состав Клескушского сельсовета Осьминского района.
C 1 августа 1941 года по 31 января 1944 года деревня находилась в оккупации.
С 1961 года, в составе Волосовского района.
С 1963 года, в составе Кингисеппского района.
С 1965 года, вновь в составе Волосовского района. В 1965 году население деревни Накол составляло 25 человек.
По данным 1966 года деревня Накол входила в состав Клескушского сельсовета Волосовского района.
По данным 1973 и 1990 годов деревня Накол входила в состав Осьминского сельсовета Лужского района.
В 1997 году в деревне Накол Осьминской волости проживали 5 человек, в 2002 году — 2 человека (все русские).
В 2007 году в деревне Накол Осьминского СП также проживали 2 человека.

## География
Деревня расположена в северной части района к северу от автодороги 41А-186 (Толмачёво — автодорога «Нарва»).
Расстояние до административного центра поселения — 37 км.
Расстояние до ближайшей железнодорожной станции Толмачёво — 42 км.
Деревня расположена на левом берегу реки Луга, через деревню протекает Закосунский ручей.

## Демография
| 1838 | 1862 | 1928 | 1965 | 1997 | 2007 | 2010 |
| ---- | ---- | ---- | ---- | ---- | ---- | ---- |
| 58   | ↘56  | ↗180 | ↘25  | ↘5   | ↘2   | →2   |
| 2017 |      |      |      |      |      |      |
| →2   |      |      |      |      |      |      |

## Улицы
Боровая.